# Anna Bayle
Anna Bayle (ur. w 1956 roku) – filipińska modelka.
Anna w 1975 roku brała udział w konkursie piękności Miss Filipin. Nie dostała się do finału, natomiast została zauważona przez pracownika nowojorskiego oddziału agencji Elite. Kilka dni po konkursie znalazła się w Nowym Jorku, gdzie podpisała kontrakt z Elite. Jej pierwszym zleceniem była kampania reklamowa dla firmy Shiseido. To sprawiło, że dostała propozycję pracy w Paryżu, Londynie i Mediolanie. Odtąd zaczęły się sesje zdjęciowe dla najbardziej renomowanych magazynów mody na świecie jak chociażby Harper’s Bazaar i Marie Claire. Na wybiegach prezentowała kolekcje najznakomitszych kreatorów i domów mody: Chanel, Valentino, Issey Miyake, Yves Saint Laurent, Christian Lacroix, Calvin Klein, Chantal Thomass, Christian Dior, Óscar de la Renta, Roccobarocco, Sonia Rykiel, Thierry Mugler, Emanuel Ungaro, Versace oraz Vivienne Westwood.
Modelka w 1994 roku zrezygnowała z międzynarodowej kariery i przeszła na emeryturę, w wieku 38 lat.